# ريج ماثيوز
ريج ماثيوز (بالإنجليزية: Reg Matthews)‏ (20 ديسمبر 1932 بكوفنتري في المملكة المتحدة - 7 أكتوبر 2001) هو لاعب كرة قدم بريطاني في مركز حراسة المرمى. شارك مع منتخب إنجلترا تحت 21 سنة لكرة القدم ومنتخب إنجلترا لكرة القدم. أما مع النوادي، فقد لعب مع تشيلسي وديربي كاونتي وكوفنتري سيتي ورجبي تاون.

## مسيرته الكروية
لعب ريج ماثيوز خلال مسيرته الاحترافية مع 3 أندية في سبعة عشر موسمًا ولم يسجل خلالها أي هدف ضمن 471 مباراة. ولم يفز بأي موسم بالكأس أو بالدوري.
خاض ريج ماثيوز مسيرته مع نادي كوفنتري سيتي في موسم 1952–53 ليلعب معه خمسة مواسم، مشاركًا في 111 مباراة ولم يسجل أي هدف. ثم انتقل إلى نادي تشيلسي في موسم 1956–57 ليلعب معه خمسة مواسم، حيث شارك في 135 مباراة ولم يسجل أي هدف أيضًا. لينتقل بعدها إلى نادي ديربي كاونتي في موسم 1961–62 ليلعب معه سبعة مواسم، مشاركًا في 225 مباراة ولم يسجل أي هدف أيضًا.

## وصلات خارجية
- ريج ماثيوز على موقع قاعدة بيانات كرة القدم.إي يو (الإنجليزية)
- ريج ماثيوز على موقع ناشيونال فوتبول تيمز (الإنجليزية)